# 1928 en rugby à XV
Chronologie du rugby à XV
1927 en rugby à XV - 1928 en rugby à XV - 1929 en rugby à XV
Les faits marquants de l'année 1928 en rugby à XV

## Événements

### Février
- Création du FCS Rumilly par les frères Bergoin

### Mars
- L'Angleterre a terminé première du Tournoi des cinq nations 1928 en remportant quatre victoires et le grand chelem par la même occasion.
  - Article détaillé : Grand chelem en rugby à XV de l'Angleterre en 1928

### Mai
- 6 mai : la Section paloise  bat l'US Quillan en finale.
  - Article détaillé : Championnat de France de rugby à XV 1927-1928

### Récapitulatifs des principaux vainqueurs de compétitions 1927-1928
- La Section paloise est championne de France.
- Le Yorkshire est champion d’Angleterre des comtés.
- Wairarapa est champion de Nouvelle-Zélande des provinces.